# Альпійські хвойні та мішані ліси ущелин Нуцзяну та Ланьцанцзяну
Альпійські хвойні та мішані ліси ущелин Нуцзяну та Ланьцанцзяну (ідентифікатор WWF: PA0516) — палеарктичний екорегіон хвойних лісів помірної зони, розташований в горах Гендуаншань на південному заході Китаю та на північному сході М'янми.

## Географія
Екорегіон альпійських хвойних та мішаних лісів ущелин Нуцзяну та Ланьцанцзяну простягається від крайнього півдня Цинхаю та сходу Тибетського автономного округу до північного сходу Юньнаню, а також до крайнього південного заходу Сичуаню та до сходу м'янманського штату Качин. Він охоплює систему долин, по яким річки стікають з Тибетського плато до тропічних пагорбів північного Індокитаю. Цими великими річками, що протікають через територію екорегіону, є Нуцзян (Салуїн), який впадає в Андаманське море та Ланьцанцзян (Меконг), який впадає у Південнокитайське море. Також частково через екорегіон протікає річка Цзіньшацзян (Янцзи). Долини Нуцзяну та Ланьцанцзяну формують глибокі ущелини, розташовані на висоті 1000-2000 м над рівнем моря. Висота гірських хребтів, які розділяють ці долини, а саме гір Таняньтавеншань, Гаолігуншань, Нушань та Юньлін (із заходу на схід), становить від 3000 м на півдні регіону до понад 5000 м на півночі регіону.
На більших висотах екорегіон переходить у чагарники та луки Південно-Східного Тибету, а на півдні — у субтропічні вічнозелені ліси Юньнанського плато та у субтропічні ліси Північного Індокитаю.

## Флора
Основними рослинними угрупованнями, поширеними в долинах Нуцзяну та Ланьцанцзяну, є хвойні ліси, в яких переважають середньовисотні хвойні види. Деякі з цих видів є ендеміками ущелин, а деякі поширені в інших частинах Східної Азії, однак рідко зустрічаються в Гімалаях.
На схилах гірських хребтів Нушань та Гаолігуншань на заході гір Гендуаншань, на висоті від 2200 до 2400 м над рівнем моря, де середньорічна кількість опадів становить 1000-1700 мм, поширені рідкісні криптомерієві тайванії (Taiwania cryptomerioides var. flousiana). Серед інших дерев, що зустрічаються в тайванієвих лісах, слід відзначити гімалайську тсуґу (Tsuga dumosa), гімалайську сосну (Pinus wallichiana), сизий дуб (Quercus glauca), а також різні види магнолій (Magnolia spp.), шім (Schima spp.) та представників родини Лаврові (Lauraceae).
В сухих частинах річкових долин регіону, на основних вапнякових ґрунтах, ростуть рідкісні юньнанські кипариси (Cupressus duclouxiana). Серед інших рідкісних хвойних порід дерев, що зустрічаються в екорегіоні, слід відзначити китайську східну тую (Platycladus orientalis), кетелерію Евеліна (Keteleeria evelyniana), різні види дуґласій (Pseudotsuga spp.) та каннінгемій (Cunninghamia spp.).
В лісах екорегіону також зустрічається багато високогірних хвойних дерев — сосен (Pinus spp.), модрин (Larix spp.), ялин (Picea spp.), ялиць (Abies spp.) та яловців (Juniperus spp.). Однією з найпоширеніших з них є ялиця Делавея (Abies delavayi), яка домінує у високогірних лісах (на висоті від 2700 до 4000 м над рівнем моря) в горах Цаншань, Нушань та на півдні гір Гаолігуншань уздовж кордону Юньнаню з М'янмою.
В межах екорегіону зустрічається кілька азональних лісових угруповань. На сонячних схилах на висоті від 2800 до 4200 м над рівнем моря зустрічаються склерофільні широколистяні вічнозелені ліси, де домінують субальпійські породи дубів, зокрема гостролисті дуби (Quercus aquifolioides). На сонячних ділянках на висоті до 3500 м над рівнем моря зустрічаються вторинні ліси, в яких переважає сичуанська сосна (Pinus densata). У вторинних лісах, що ростуть на стрімких гірських схилах, домінують тополі Бонатті (Populus rotundifolia var. bonatii) та гімалайські берези (Betula utilis). У деяких вологих субальпійських долинах зустрічаються ліси яловців Волліча (Juniperus indica var. wallichiana), а у верхній частині сухих долин зустрічаються ліси юньнанських кипарисів (Cupressus duclouxiana), іноді з підліском у вигляді чагарникових порід дубів.

## Фауна
Серед рідкісних ссавців, поширених в екорегіоні, слід відзначити червону панду (Ailurus fulgens), мішмійського такіна (Budorcas taxicolor taxicolor), гімалайського серау (Capricornis sumatraensis), китайського горала (Naemorhedus griseus), чорну кабаргу (Moschus fuscus), рудочереву кабаргу (Moschus chrysogaster), індійського замбара (Rusa unicolor), чубатого оленя (Elaphodus cephalophus), майже ендемічного гуншанського мунтжака (Muntiacus gongshanensis), ведмежого макаку (Macaca arctoides), східного хулока (Hoolock leuconedys), чубатого лангура (Trachypithecus pileatus), бенгальського лорі (Nycticebus bengalensis), гімалайського ведмедя (Ursus thibetanus), китайського землерийкокрота (Uropsilus soricipes), гладкошерсту видру (Lutrogale perspicillata), гірського куона (Cuon alpinus), індійського леопарда (Panthera pardus fusca), золотисту котопуму (Catopuma temminckii) та дуже рідкісну димчасту пантеру (Neofelis nebulosa). Ендеміками екорегіону є гаолігуншанські пискухи (Ochotona gaoligongensis), дрібні ссавці, що живуть на високогірних луках Гаолігуншаню, а також лангури Шортріджа (Trachypithecus shortridgei), юньнанські рінопітеки (Rhinopithecus bieti) та бірманські рінопітеки (Rhinopithecus strykeri), мавпи, що живуть в хвойних та мішаних лісах.
Серед поширених в екорегіоні птахів слід відзначити жовтогорлого кундика (Tetraophasis szechenyii), алмазного фазана (Chrysolophus amherstiae), білогузого монала (Lophophorus sclateri), китайського орябка (Tetrastes sewerzowi), білооку чернь (Aythya nyroca), гігантського повзика (Sitta magna), бурокрилу сутору (Sinosuthora brunnea) та рожевохвостого трогона (Harpactes wardi) Серед майже ендемічних птахів, поширених в регіоні, слід відзначити білого фазана-вуханя (Crossoptilon crossoptilon), юннанського повзика (Sitta yunnanensis), сичуанську чагарницю (Ianthocincla bieti) та китайського папугу (Psittacula derbiana).

## Збереження
Оцінка 2017 року показала, що 18 660 км², або 23 % екорегіону, є заповідними територіями. Природоохоронні території включають: Національний природний заповідник Гаолігуншань, Природний заповідник Юньлін та Провінційний природний заповідник Лашихай в Китаї, а також Національний парк Імобум та Національний парк Кхакаборазі в М'янмі. У 2010 році регіон Трьох паралельних річок, який охоплює долини річок Салуїн, Меконг та Янцзи, був внесений до списку Світової спадщини ЮНЕСКО як такий, що підтримує найбільш біорізноманітну та найменш порушену екосистему помірних лісів у світі.